# Joseph Bornmüller

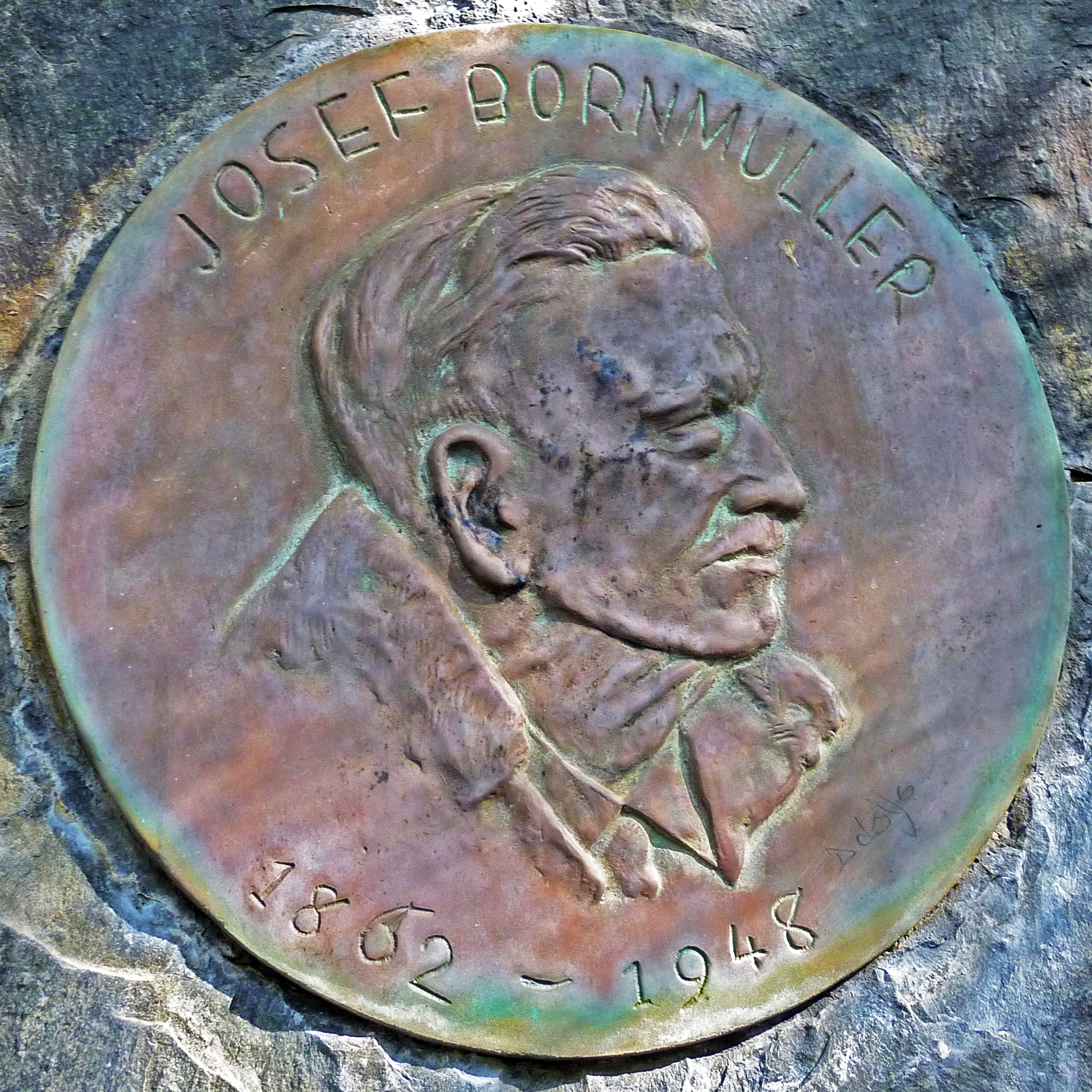
Ehrentafel in Las Palmas, Gran Canaria

Joseph Friedrich Nicolaus Bornmüller (* 6. Dezember 1862 in Hildburghausen; † 19. Dezember 1948 in Weimar) war ein deutscher Botaniker. Sein offizielles botanisches Autorenkürzel lautet „Bornm.“. Er galt als Wissenschaftler, „dessen Bedeutung für die Erforschung der Flora des Vorderen Orient gar nicht hoch genug eingeschätzt werden kann“.

## Herkunft
Seine Eltern waren Franz Bornmüller (1825–1890), Schriftleiter am Bibliographischen Institut in Hildburghausen und Sohn eines Pfarrers, und dessen Ehefrau Meta Meyer (1832–1875), die einzige Tochter des Gründers des Bibliographischen Instituts Joseph Meyer.
Sein Bruder Alfred Bornmüller war ein bekannter Pflanzensammler und Bergsteiger.

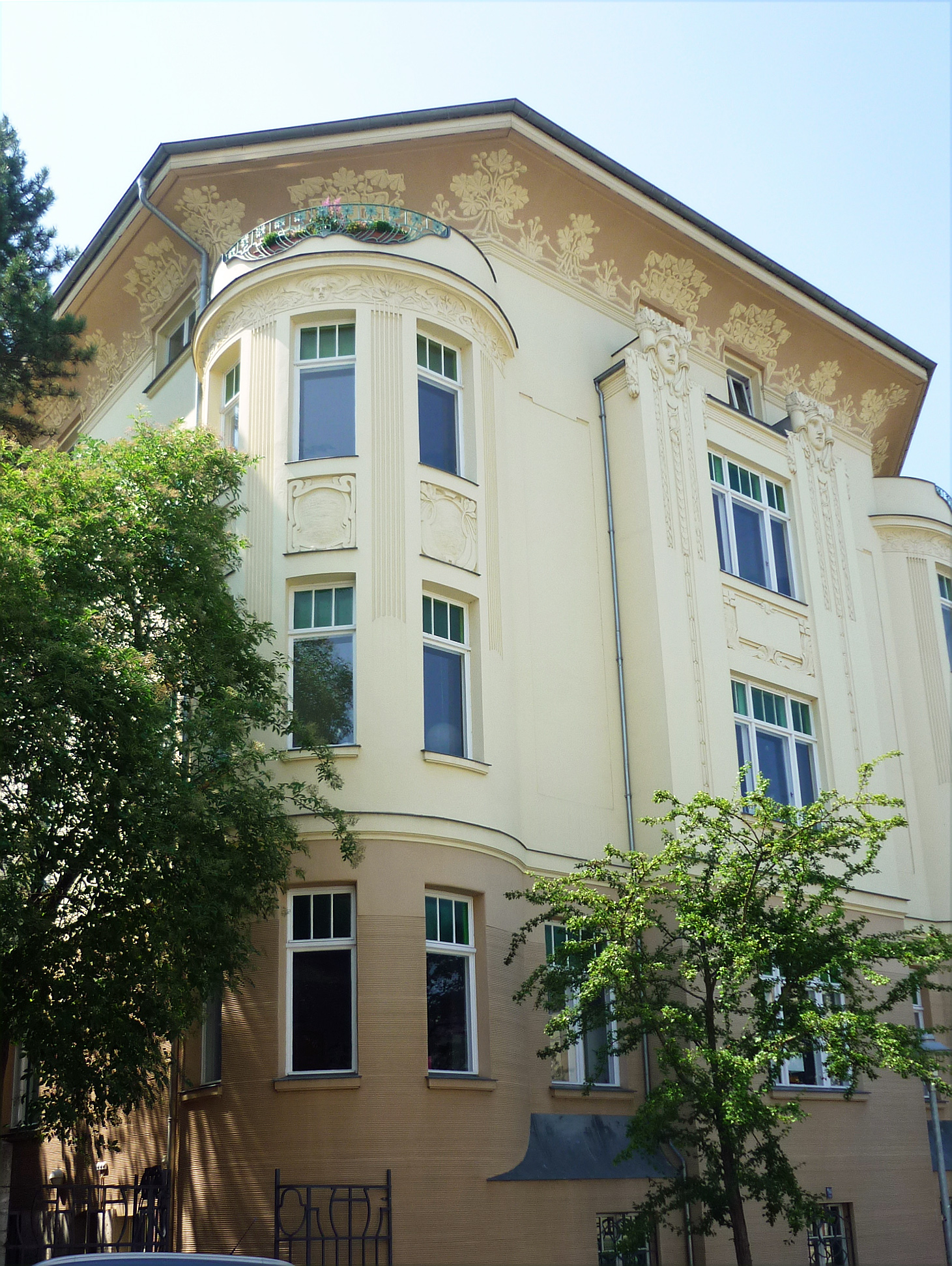
Villa Bornmüller in Weimar

Bornmüller selber heiratete 1895 in Straßburg Frida Amelung, die Ehe blieb kinderlos. In Weimar errichtete 1903 der Architekt Rudolf Zapfe dessen Jugendstilvilla in der Cranachstraße 12, genannt auch Villa Bornmüller.

## Leben und Wirken
Joseph Bornmüller war von 1880 bis 1881 Schüler des Königlichen Gymnasiums in Leipzig. Danach absolvierte eine Gärtnerlehre in Potsdam.
1886 unternahm er seine erste botanische Sammelexpedition, die ihn vom Balkan bis nach Griechenland führte. Von 1887 bis 1888 war er Inspektor des Botanischen Gartens in Belgrad. In der Folgezeit unternahm er Forschungsreisen nach Griechenland, in die Türkei und Syrien, nach Persien, nach Nordafrika, zu den Kanarischen Inseln und nach Madeira.  Bornmüller verband eine Freundschaft mit dem Botaniker Carl Haussknecht; nach dessen Tod übernahm er 1903 die Nachfolge als Kustos des Herbarium Haußknecht in Weimar und den Vorsitz des Thüringischen Botanischen Vereins in Jena. 1918 erhielt er eine Titularprofessur an der Friedrich-Schiller-Universität Jena.

## Ehrungen
1942 erhielt Bornmüller die Goethe-Medaille für Kunst und Wissenschaft und 1943 den Ehrendoktortitel der Universität Jena. Die Pflanzengattungen Bornmuellera Hausskn. aus der Familie der Kreuzblütler (Brassicaceae) und Bornmuellerantha Rothm. aus der Familie der Sommerwurzgewächse (Orobanchaceae) sind ebenso zu seinen Ehren benannt worden wie die Pflanzenarten Allium bornmuelleri Hayek, Geocaryum bornmuelleri (H. Wolff) Engstrand und Paronychia bornmuelleri Chaudhri, die Schlangenart Montivipera bornmuelleri Werner, der Schleichenlurch Crotaphatrema bornmuelleri Werner und der Rostpilz Puccinia bornmuelleri Magnus.

## Werke
Bornmüller verfasste über 400 Artikel, die neben Gefäßpflanzen auch Flechten und Moose behandelten; darunter folgendes Werk:
- Beiträge zur Flora Mazedoniens. Sammlungen in den Kriegsjahren 1916–1918. In: Botanische Jahrbücher für Systematik, Pflanzengeschichte und Pflanzengeographie. Bände 59–61 (1925–1928).[4]